# Линдси, Колин, 3-й граф Балкаррес
Колин Линдси, 3-й граф Балкаррес (англ. Colin Lindsay, 3rd Earl of Balcarres; 1652—1722) — шотландский аристократ и политик, один из важнейших сторонников Якова II Стюарта.

## Биография

### Ранняя жизнь
Колин Линдси был крещен в Килконкухаре 23 августа 1652 года. Младший сын Александра Линдси, 1-го графа Балкарреса (1618—1659), и его жены леди Анны Маккензи (1621—1707), дочери Колина Маккензи, 1-го графа Сифорта.
Он унаследовал титул 3-го графа Балкарреса, будучи еще ребенком, после смерти в возрасте двенадцати лет своего брата Чарльза, 2-го графа Балкарреса, 15 октября 1662 года. В 1670 году в возрасте 16 лет он был представлен ко двору своим кузеном Джоном Мейтлендом, герцогом Лодердейлом, когда Карл II, отчасти потому, что он испытывал симпатию к нему лично, а отчасти в знак признания заслуг его отца, дал ему командование отборным кавалерийским отрядом, укомплектованным джентльменами в стесненных обстоятельствах. Вскоре после этого он женился на мадемуазель Моритиаде Нассау, сестре леди Арлингтон и графини Нассау, и дочери Луи де Нассау, графа Беверверта и Оверкерка в Голландской республике; но на церемонии он, как сообщается, надел траурное кольцо вместо обручального на палец невесты. Говорят, что она приняла дурное предзнаменование близко к сердцу и умерла в течение года. После её смерти он отправился в море с герцогом Йоркским (будущим королем Англии Яковом II), под командованием которого отличился в битве при Солебее 28 мая 1672 года.

### Карьера
В 1673 году лорд Балкаррес женился на леди Джин Карнеги, старшей дочери Дэвида Карнеги, 2-го графа Нортеска, и, тем самым, навлекая на себя недовольство короля, был лишен права появляться при дворе. Удалившись в деревню, он посвятил свой досуг изучению. После смерти жены, шесть лет спустя, ему было разрешено вернуться ко двору, и 3 июня 1680 года он был назначен тайным советником, а в 1682 году — шерифом Файфа. Вместе с Клэверхаузом он предпринял активные действия против ковенантеров в Файфе, а в январе 1686 года получил поручение провести с ним судебный процесс по их делу.

### Правление Якова II и после
После восшествия на королевский престол Якова II Стюарта лорд Балкаррес был назначен 3 сентября 1686 года комиссаром казначейства, а в 1688 году стал лордом-лейтенантом Файфа. Король настолько доверял ему, что, когда план вступления на трон принца Оранского стал известен, канцлеру лорду Перту было приказано положиться на его советы и советы графа Кромарти в мерах, которые необходимо было принять для защиты Шотландии. Однако лорд Мелфорт, государственный секретарь, который завидовал влиянию лорда Балкарреса, отклонил его предложенный план обороны как слишком дорогой, и вместо этого было решено отправить на юг силы, имевшиеся в то время в Шотландии. Лорд Балкаррес, тем временем, был отправлен шотландским тайным советом в Англию для получения дальнейших инструкций и успешно добрался до Лондона .
После возвращения короля из Фавершема лорд Балкаррес вместе с виконтом Данди ждали его утром 17 ноября в его спальне в Уайтхолле. По просьбе короля они сопровождали его на прогулке в Мэлле, где, выразив свою окончательную решимость покинуть страну, он заявил, что по прибытии во Францию он направит лорду Балкарресу комиссию для управления его гражданскими делами, а виконту Данди — для командования войсками в Шотландии.
После бегства короля лорд Балкаррес прибыл к принцу Вильгельму Оранскому, которому он был ранее известен по его первой жене, кузине принца. Выражая свое уважение принцу, лорд Балкаррес отказался действовать против короля, после чего принц предупредил его об опасности, которой он подвергнется, если нарушит закон. Вместе с виконтом Данди лорду Балкарресу было разрешено вернуться в Шотландию, и они прибыли в Эдинбург примерно в конце февраля 1689 года.
Герцог Гордон уже вел переговоры о сдаче замка, когда граф Балкаррес и виконт Данди ждали его и убедили его продержаться, пока он не увидит, что намеревается сделать Конвент Сословий. После захвата посланника из Ирландии с письмами к Балкарресу от короля, Балкаррес был схвачен и заключен в его собственной квартире. Его просьба о разрешении жить в Англии была отклонена, и из-за дальнейших компрометирующих писем, отправленных ему Мелфортом, он был заключен на четыре месяца в общую тюрьму Эдинбурга. Вскоре после освобождения он оказался связан с заговором Монтгомери по восстановлению Якова, и после его раскрытия в 1690 году он покинул страну.

### В изгнании
Лорд Балкаррес высадился в Гамбурге и во время путешествия в Нидерланды через Фландрию был схвачен отрядом бандитов, которые, однако, согласились освободить его за выплату ста пистолей, которые ему удалось получить от иезуитов в католическом колледже Дуэ. Он отправился в Сен-Жерменский дворец, где был хорошо принят Яковом II Стюартом, которому он представил свои «Мемуары», касающиеся Революции. Из-за ложных представлений лорда Мелфорта и других он, однако, счел необходимым после шести месяцев в Сен-Жермене покинуть двор и отправился на юг Франции. Оттуда он отправил Якову II увещевательное письмо. В конечном итоге изгнанный король пригласил его вернуться; но он счел принятие приглашения неразумным, пока старые фавориты были у власти, и после годичного пребывания во Франции окончательно поселился со своей семьей в Утрехте. Здесь он познакомился с Пьером Бейлем, Леклерком и другими учеными людьми.

### Возвращение в Шотландию
При посредничестве Уильяма Карстерса и герцога Куинсберри, которые с жалостью писали о нем, как о «примере безумия якобитизма», ему разрешили к концу 1700 года вернуться в Шотландию. Теперь он был в очень бедном положении, и хотя герцог Мальборо, старый друг и компаньон, добился для него арендной платы в размере 500 фунтов стерлингов в год на десять лет на коронных землях Оркнейских островов, его потребности вынудили его продать свои права там до истечения десяти лет. В отчаянии он написал королеве Анне, прося восстановить его пенсию в размере 1000 фунтов стерлингов в год, которой он был лишен во время Славной революции, и, по всей вероятности, ему дали некоторое пособие.
Он был назначен членом Тайного совета Шотландии в апреле 1706 года и поддержал унию Шотландии с Англией в 1707 году. Но в 1715 году лорд Балкаррес присоединился к восстанию якобитов, и он был одним из самых ревностных сторонников принца Чарльза Стюарта. После поражения якобитского восстания было решено, благодаря вмешательству Аргайла и Мальборо, что после его сдачи его отправят в его собственный дом в Балкарресе. Он оставался там пленником под надзором одного драгуна до выплаты компенсации.
Он провел остаток своей жизни в отставке там, находя утешение в своих несчастьях в любви к искусству и литературе. В последнее время он настолько восстановил свое материальное положение, что смог купить несколько хороших картин голландских мастеров и других, значительно пополнить свою библиотеку, а также основать деревню, которую он назвал в честь себя Колинсбург.
Колин Линдси скончался в Балкаррес-хаусе в 1722 году и был похоронен там в частной часовне семьи.

## Семья
Около 1670 года Колин Линдси женился первым браком на Мавритии де Нассау (? — 1671), дочери Луи де Нассау, господина ван дер Лека и Беверварде и графини Изабеллы Хорнс. Первый брак был бездетным.
В 1673 году он женился вторым браком на леди Джин Карнеги (ок. 1645—1679), дочери Дэвида Карнеги, 2-го графа Нортеска (? — 1679), и леди Джин Мол. Дети от второго брака:
- Леди Энн Линдси (май 1674 — 3 февраля 1743), 1-й муж с 1699 года Александр Эрскин, 4-й граф Келли (? — 1710), от брака с которым у неё было двое детей; 2-й муж до 1714 года Джеймс Сетон, 3-й виконт Кингстон (? — 1726)[1].

После 1680 года он женился в третий раз на леди Джин Кер, единственной дочери Уильяма Керр, 2-го графа Роксбурга (1622—1675), и Джин Керр. Дети от третьего брака:
- Леди Маргарет Линдси, жена с 1697/1698 года Джона Флеминга, 6-го графа Уигтауна (1673—1744)[1]
- Капитан Достопочтенный Колин Линдси, лорд Каммерленд (1680/1689 — ноябрь 1708), умер неженатым.

В лорд Балкаррес женился четвертым браком на леди Маргарет Кэмпбелл (? — май 1747), старшей дочери Джеймса Кэмпбелла, 2-го графа Лаудона, и леди Маргарет Монтгомери. Дети от четвертого брака:
- Александр Линдси, 4-й граф Балкаррес (до 1690 — 25 июля 1736), старший сын и преемник отца.
- Джеймс Линдси, 5-й граф Балкаррес (14 ноября 1691 — 20 февраля 1768)
- Леди Элеонора Линдси (? — 7 августа 1735), в 1726 году она вышла замуж за достопочтенного Джеймса Фрейзера (? — 1729), третьего сына Уильяма Фрейзера, 12-го лорда Салтана (1654—1712).
- Леди Элизабет Линдси (? — 1745), умерла незамужней[1].